# Thunder Mountain
Thunder Mountain es un lugar designado por el censo ubicado en el condado de Santa Fe en el estado estadounidense de Nuevo México. En el Censo de 2020 tenía una población de 1171 habitantes y una densidad poblacional de 102,18 habitantes por km². Fue incluido como CDP en el censo de 2020.

## Geografía
Thunder Mountain se encuentra ubicado en las coordenadas 35°06′44″N 106°13′34″O / 35.11222, -106.22611. Según la Oficina del Censo de los Estados Unidos,  tiene una superficie total de 11,46 km², de la cual 11,45 km² corresponden a tierra firme y 0,01 km² a agua.